# Kepel (Kare)
Kepel is een bestuurslaag in het regentschap Madiun van de provincie Oost-Java, Indonesië. Kepel telt 2414 inwoners (volkstelling 2010).